# Nakhon Nayok
Nakhon Nayok (Thai: นครนายก, Aussprache: [náʔkʰɔːn naːjók]; wörtlich übersetzt etwa: Hauptstadt des Anführers) ist die Hauptstadt der thailändischen Provinz Nakhon Nayok. Sie hat den Status einer „Stadt-Kommune“ (เทศบาลเมือง นครนายก) und liegt im Bezirk (Amphoe) Mueang Nakhon Nayok. Die Provinz Nakhon Nayok liegt im Nordosten der Zentralregion von Thailand.

## Geographie
Nakhon Nayok liegt am nördlichen Rand der großen Ebene des Mae Nam Chao Phraya (Chao-Phraya-Fluss). Gleich hinter der Stadt beginnt das bewaldete Bergland. Die Stadt ist etwa 100 km von der Hauptstadt Bangkok entfernt.

### Einkaufsmöglichkeiten
In Nakhon Nayok befindet sich Thailands größtes Pflanzen- und Gartenbauzentrum.

## Geschichte
Nakhon Nayok wurde bereits um 1100 während der Dvaravati-Kultur gegründet. König Ramathibodi I. machte die Stadt in der Frühphase von Ayutthaya zur Garnisonstadt des östlichen Grenzgebiets gegen die Khmer.

## Sehenswürdigkeiten
- San Lak Mueang (ศาลหลักเมือง) – die Stadtsäule (Lak Mueang) war früher ein Schrein in der Nähe der alten Stadtmauer, in dem die etwa ein Meter hohe, hölzerne Säule stand. Später wurde das Gebäude durch einen eleganten Pavillon ersetzt, der heute von der Stadtbevölkerung hoch verehrt wird.